# Spilosoma wiltshirei
Spilosoma wiltshirei is een beervlinder uit de familie van de spinneruilen (Erebidae). De wetenschappelijke naam van de soort is voor het eerst geldig gepubliceerd in 1962 door de Toulgoët.